# Cult Records
A Cult Records é uma gravadora independente fundada por Julian Casablancas em 2009. 
Inicialmente foi fundada para ser usada como uma gravadora foca nos lançamentos solo de Julian Casablancas, vocalista dos Strokes, a Cult mais tarde se tornou uma gravadora independente e, em junho de 2014, firmou um contrato com a gravadora Britânica Kobalt Label Services. Em 2019, a gravadora comemorou 10 anos da fundação, para a comemoração teve uma festa intitulado Cult Records 10-year anniversary pop-up
O primeiro lançamento da gravadora foi o álbum solo Phrazes For The Young de Julian Casablancas. Lançado em 2 de novembro de 2009 no Reino Unido em 3 de novembro de 2009 nos Estados Unidos. No Brasil, foi lançado no dia 15 de novembro.
O primeiro single do álbum é a faixa 11th Dimension, que possui clipe. O segundo single lançado dia 21 de Dezembro de 2009, "I Wish It Was Christmas Today" faz parte das faixas bônus do álbum.

## Artistas com contrato com a Cult
Nas lista de artistas com contrato e trabalhos que levam o selo da Cult estão:
- The Virgins[6]
- The Voidz
- The Strokes
- Exclamation Pony[7][8]
- Albert Hammond Jr.[9]
- Julian Casablancas
- Karen O[10]
- Jehnny Beth & Julian Casablancas
- Rey Pila[11]
- Har Mar Superstar
- Songhoy BluesImage
- Cerebral Ballzy[12]
- Exhibition
- Surfbort
- Promiseland
- Inheaven